# Estádio Taïeb Mhiri
O Estádio Taïeb Mhiri (em francês: Stade Taïeb Mhiri) é um estádio multiuso localizado na cidade de Sfax, na Tunísia. Inaugurado em 1938, passou por uma remodelção no ínicio da década de 2000 para tornar-se uma das sedes oficiais do Campeonato Africano das Nações de 2004. Na ocasião, abrigou jogos da fase de grupos e 1 partida válida pelas quartas-de-final da competição. Além disso, é oficialmente a casa onde o Club Sportif Sfaxien, tradicional clube do país, manda seus jogos oficiais por competições nacionais e continentais. Sua capacidade máxima é de 22 000 espectadores.